# Rämpensee
Der Rämpensee, auch Ausgleichsbecken Rempen oder Rempenbecken genannt, ist ein Stausee des Kraftwerks Wägital im Weiler Rämpen in der Gemeinde Vorderthal. Er liegt auf 640 m ü. M. an der Hauptstrasse von Siebnen nach Innerthal. Der See entstand 1924 durch den Aufstau der Wägitaler Aa im Rotentäli mit einer geraden Gewichtsstaumauer. Er dient als Ausgleichsbecken für die Zentrale Rempen und als Sammelbecken für weiteres Wasser aus einem Einzugsgebiet von 40 km², darunter auch das Wasser des Trespenbachs. Der Rämpensee dient auch als Zwischenspeicher für den Pumpbetrieb der Zentrale Rempen, bei dem Wasser aus dem Rämpensee zur Speicherung in den Wägitalersee gepumpt wird. Das Wasser des Rämpensees wird in der Zentrale Siebnen des Kraftwerks Wägital verarbeitet. Die Wägitalerstrasse wird mit der Aabrücke Rempen über den See geführt.

## Geschiebe

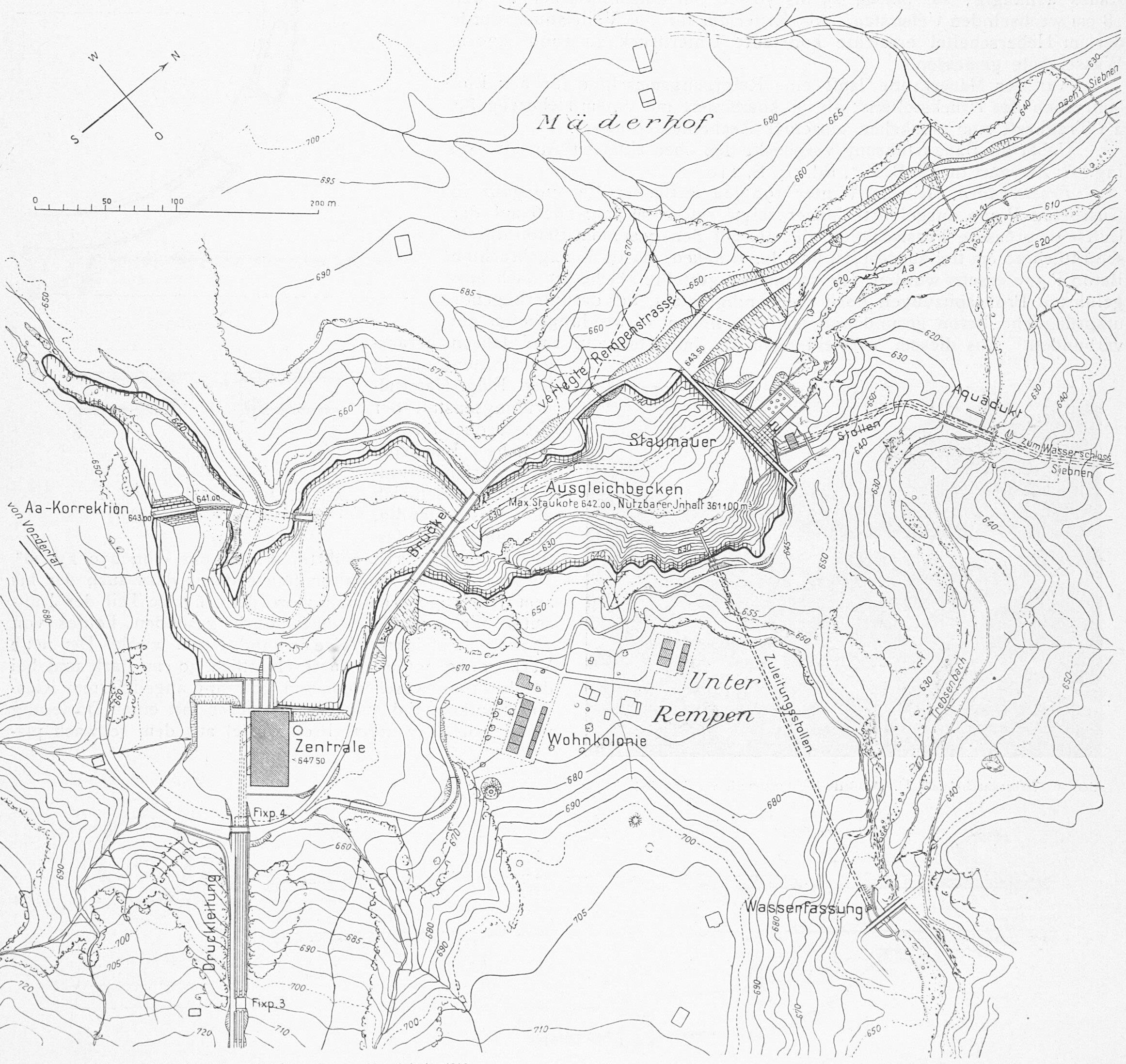
Situationsplan Rämpensee

Dem hohen Geschiebeeintrag der Wägitaler Aa in den Rämpensee von jährlich 10 000 Kubikmetern wurde bereits beim Bau Rechnung getragen, indem die Wägitaler Aa bei der Einmündung in den See mit einem Wehr in einen kurzen Stollen geleitet wurde, der unter einem Felssporn hindurch in den tieferen Teil des Sees führte, so dass das Geschiebe ein- bis zweimal pro Jahr mit einer Spülung entfernt werden konnte. 1986 wurde ein 480 m langer Umleitstollen in Betrieb genommen, der das Geschiebe am Stausee vorbeileitet. Dennoch sind jährliche Spülungen notwendig, um die Grundablässe der Staumauer funktionsfähig zu halten. Sie finden im Sommer bei Regenwetter statt und befördern das Geschiebe aus dem Stausee durch das untere Wägital in den Obersee des Zürichsees. Um zu verhindern, dass Schwemmholz in den Obersee gelangt, werden während der Spülungen temporäre Schwemmholzsperren um das Aa-Delta errichtet. Die Bewilligung der jährlichen Spülungen wurde vom Sportfischerverein March bis vor Bundesgericht angefochten.

## Wasserfassung Trespenbach
Die Wasserfassung des Trespenbaches⊙ befindet sich auf 642 m ü. M. Das Wasser wird in einen 260 m langen Stollen geleitet, der zum Rämpensee führt. Um Ufererosion zu vermeiden, wird das Wasser am Ende des Stollens in einem geschlossenen Gerinne zum Seegrund geführt.

## Staumauer

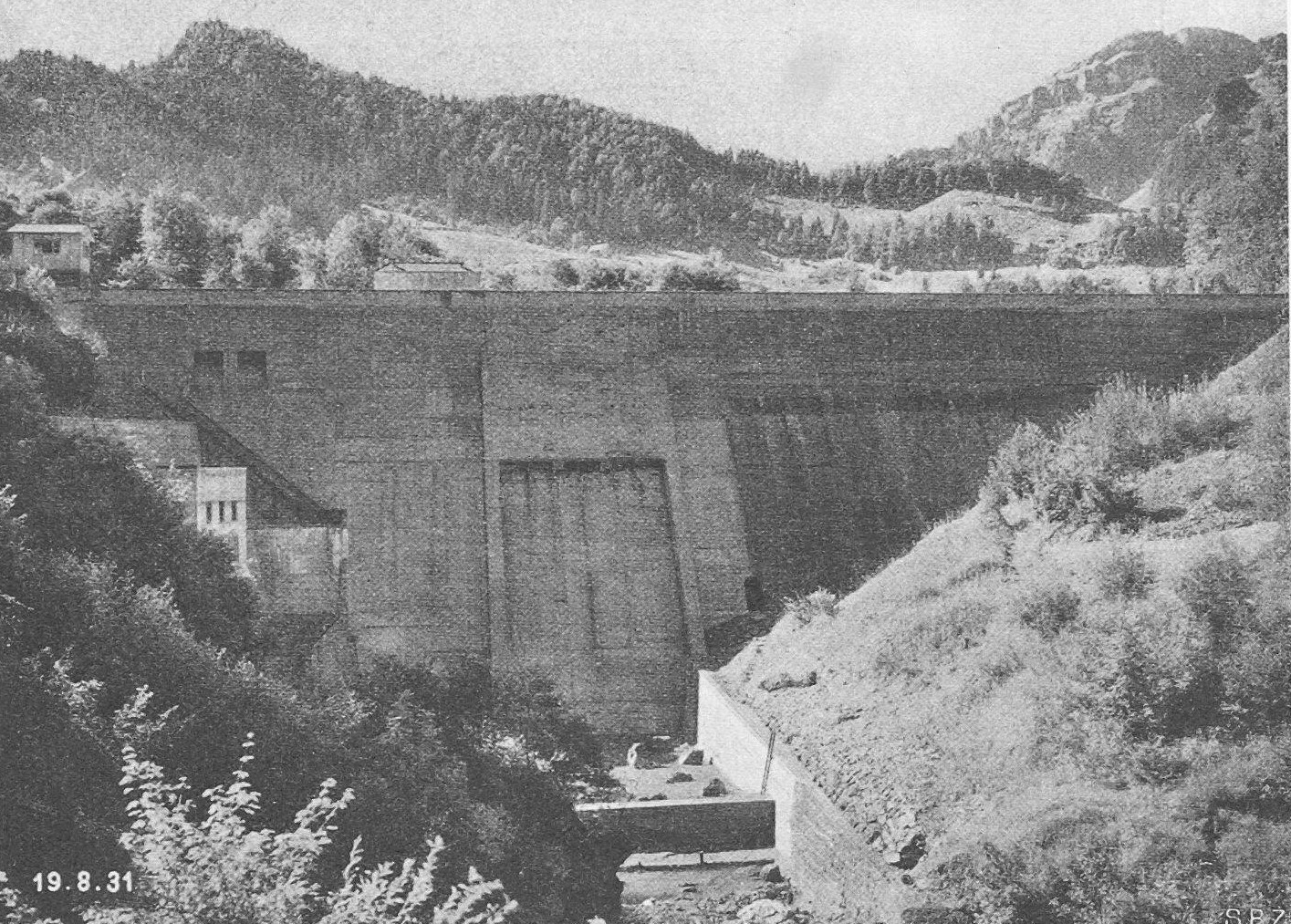
Luftseitige Ansicht der Rempen Staumauer

Die Staumauer ist als gerade Gewichtsstaumauer mit einer 128 m langen Krone ausgeführt. Das 32 m hohe Bauwerk ist mit zwei Grundablässen und vier Saugüberläufen ausgestattet. Bereits wenige Jahre nach der Inbetriebnahme traten frostbedingte Abplatzungen auf, die eine Sanierung der Oberfläche erforderlich machten. Bei Vollstau verformt sich die Mauer in der Mitte um 5 mm. Jährlich bewegt sich die Mauer 0,09 mm talwärts.